# Lijst van spelers van Chemnitzer FC
Deze lijst omvat voetballers die bij de Duitse voetbalclub Chemnitzer FC spelen of gespeeld hebben, of een van de voorlopers van de club (FC Karl-Marx-Stadt). De spelers zijn alfabetisch gerangschikt.

## A
- Reno Achenbach
- Yakubu Adamu
- Markus Ahlf
- Hilmar Ahnert
- Lothar Alter
- Antonio Ananiev
- Dirk Anders
- Niklas Andersen
- Ilija Aračić
- Sebastian Arzt
- Alen Avdić
- Selim Aydemir

## B
- Boban Babunski
- Felix Bachmann
- Manfred Bader
- Jürgen Bähringer
- Michael Ballack
- Silvio Bankert
- Dirk Barsikow
- Bernd Bartsch
- Gerhard Bäßler
- Marcel Baude
- Claus Bauer
- Mike Baumann
- Tobias Becker
- Gottfried Below
- John Bemme
- Marc Benduhn
- Volker Benes
- Bernd Benndorf
- Frank Berger
- Gregor Berger
- Andreas Biermann
- Thomas Birk
- Matthias Birner
- Damir Biskup
- Torsten Bittermann
- Dietmar Bletsch
- Brian Bliss
- Thorsten Boer
- Benjamin Boltze
- Michael Braun
- Christoph Buchner
- Sergio Bustos

## C
- Olivio Calicchio
- Timo Cecen
- Martin Chudzik
- Stefan Chudzik
- Josef Cinar
- Stefano Cincotta
- Cláudio Oeiras
- Kevin Conrad
- Richard Culek

## D
- Tim Danneberg
- Philipp Dartsch
- Patrick De Napoli
- Hans Debski
- Ersin Demir
- Gerhard Dendl
- Semir Devoli
- Adama Diarra
- Marco Dittgen
- Dieter Dittmann
- Jochen Dittrich
- Pavel Dobrý
- Horst Doelle
- Marcus Dörry
- Werner Dost
- Frank Dreißig
- Romas Dressler
- Radek Drulák
- Steffen Dünger
- József Dzurják

## E
- Maik Ebersbach
- Frank Eitemüller
- Jörg Emmerich
- Marc Endres
- Wolfgang Enge
- Felix Engert
- Gudbrand Ensrud
- Hrvoje Erceg
- Dieter Erler
- Wilfried Erler
- Jürgen Ernst
- Herbert Ewen

## F
- Udo Fankhänel
- Fritz Feister
- Bernd Fichtner
- Mario Fillinger
- Tino Findeisen
- Anton Fink
- Peter Fischer
- Herbert Fölsche
- Benjamin Förster
- Horst Förster
- Christoph Franke
- Marco Franke
- Horst Freitag
- Christian Fröhlich
- Daniel Fröhlich
- Henri Fuchs
- Manfred Fuchs
- Uwe Fuchs

## G
- Ronny Garbuschewski
- Michael Gasser
- Jens Georgi
- Heiko Gerber
- Frank Gerster
- René Gewelke
- Jan Geyer
- Sascha Gillert
- Sebastian Glasner
- Michael Glowatzky
- Friedrich-Wilhelm Göcke
- Daniel Göhlert
- Peter Göldner
- Thorsten Görke
- Joachim Gröper
- Matthias Großmann
- Steve Grube
- Steffen Grunwald
- Jürgen Günther
- Torsten Gütschow

## H
- Erich Haake
- Manfred Haase
- Sebastian Hähnge
- Manfred Hambeck
- Kevin Hampf
- Steffen Hänisch
- Florian Hansch
- Eberhard Härtwig
- Ralf Hauptmann
- Jens Haustein
- Jeron Hazaimeh
- René Hecker
- Steffen Heidrich
- Jano Hennig
- Bastian Henning
- Marc Hensel
- Lars Hermel
- Ingo Hertzsch
- Uwe Heß
- Andreas Heydel
- Holger Hiemann
- Hans Hiller
- Herbert Hirsch
- Marcel Hofrath
- Olaf Holetschek
- Tim Hölscher
- Willy Holzmüller
- Jiří Homola
- Florian Hörnig
- Uwe Hötzel
- Frantisek Hrzan
- Ralf Hübner
- Tim Hunger
- Günther Hurtig
- Friedrich Hüttner

## I
- Wolfgang Ihle
- Jörg Illing
- Mario Ivanković
- Emmanuel Izuagha Ejike

## J
- David Jansen
- Marcus Jazwinski
- Kay-Uwe Jendrossek
- Guido Jörres
- Werner Jugold
- Felix Junghan
- Dieter Junige
- Heinz Jurek

## K
- Paul Kaiser
- Nico Kanitz
- Steffen Karl
- Karol Karlik
- Manfred Kaschel
- Bernd Kasper
- Maik Kegel
- Marco Kehl-Gómez
- Wolfgang Kehr
- Enrico Keller
- Peter Keller
- Steffen Kellig
- Udo Killermann
- Ralph Kircheis
- Werner Klemm
- Sebastian Klömich
- Peer Kluge
- Sven Köhler
- Michael Kompalla
- Jens König
- Ronny König
- Wolfgang Krahnke
- Harald Krämer
- André Krasselt
- Karl Krasselt
- Rene Krasselt
- Claus Kreul
- Rainer Krieg
- Nebojsa Krupnikovic
- Hans Küchler
- Ronny Kujat
- Christian Kunert
- Alexander Kunze
- Danilo Kunze
- Ralf Kunze
- Manfred Kupferschmied
- Tobias Kurbjuweit
- Okan Kurt
- Sven Kutzner

## L
- Marc Lais
- Carsten Lakies
- Josip Landeka
- Willy Lang
- Thomas Laudeley
- Pierre le Beau
- Thomas Lehmann
- Robin Lenk
- Carsten Lettau
- Dieter Leuschner
- Hendrik Liebers
- Klaus Lienemann
- Manfred Lienemann
- Holger Lischke
- Johannes Löffler
- Manfred Loh
- Frank Löning
- Helmut Lorenz
- Nicolai Lorenzoni
- Dieter Löschner
- Chris Löwe
- Boris Lucic
- Klaus Ludwig

## M
- Cesar M'Boma
- Sebastian Mai
- Anton Makarenko
- Ralf Marrack
- Peter Mäthe
- Manfred Matyschik
- Christian Mauersberger
- Frank Mayer
- Emmanuel Mbende
- Ulf Mehlhorn
- Jens Meier
- Silvio Meißner
- Stefan Meissner
- Jens Melzig
- Sebastian Meyer
- Thomas Michalowski
- Lirim Midzaiti
- Goran Milanko
- Harro Miller
- Jens Mitzscherling
- Dieter Möbius
- Adrian Mrowiec
- Albrecht Müller
- Andreas Müller
- Anton Müller
- Christian Müller
- Detlef Müller
- Joachim Müller
- Klaus Müller
- Peter Müller
- Tino Müller
- Wolfgang Müller
- Samir Muratović

## N
- Volkmar Neubert
- Mario Neuhäuser
- Peter Neustädter
- Dominik Ney
- Dieter Nötzold
- Jörn Nowak

## O
- Felix Oehmig
- Reagy Ofosu
- Chibuike Okeke
- Amir Osmanović
- Karsten Oswald

## P
- Andrej Panadić
- Winfried Patzer
- Heinz Patzig
- Felix Paul
- Gerd Pelz
- Philipp Pentke
- Stefan Persigehl
- Matthias Peßolat
- Roland Petzold
- Uwe Petzold
- Sascha Pfeffer
- Fábio Pinto
- Marcel Podszus
- Drazen Podunavac
- Dan-Patrick Poggenberg
- Marco Pohl
- Joachim Posselt
- Carl Priso
- Krystian Prymula
- Kolja Pusch

## R
- Sebastien Rassart
- Robert Ratkowski
- Hartmut Rauschenbach
- Julius Reinhardt
- Dominik Reissig
- Olaf Renn
- Hartmut Rentzsch
- Maximilian Reule
- Andreas Richter
- Bernd Richter
- Hans Richter
- Manfred Richter
- Marcel Richter
- Fritz Riedel
- Stefan Riederer
- Dieter Riemenschneider
- Günter Ritter
- Steve Rolleder
- Nils Röseler
- Matthias Roßburg
- Frank Rudolf
- Frank Rudolph
- Claus Rüdrich

## S
- Bernd Sachse
- Tuukka Salonen
- Gerard Sambou
- Gerd Schädlich
- Stefan Schädlich
- Raphael Schaschko
- Tom Scheffel
- Gerd Schellenberg
- Felix Schimmel
- Falk Schindler
- Volker Schlegel
- Rolf Schleußner
- Lutz Schlosser
- Marcel Schlosser
- Jan Schmidt
- Jens Schmidt
- Jörg Schmidt
- Kenny Schmidt
- Sebastian Schmidt
- Stefan Schmidt
- Wolfgang Schmidt
- Michael Schneider
- Ralf Schneider
- Karl Schorr
- Mario Schubert
- Heinz Schulze
- Stefan Schumann
- Eberhard Schuster
- Siegfried Schwärig
- Thomas Schweizer
- Claus Schwemmer
- Frank Seifert
- Gerd Seifert
- Jan Seifert
- Joachim Seiler
- Tino Semmer
- Kujtim Shala
- David Sieber
- Aleksandar Simic
- Bakary Sinaba
- Ervin Skela
- Jörg Sobiech
- Ralf Sommerfeldt
- Steven Sonnenberg
- Frank Sorge
- Joachim Speck
- Ulli Sperrschneider
- Arnd Spranger
- René Stark
- Nico Stein
- Rico Steinmann
- Rolf Steinmann
- Fabian Stenzel
- Bernd Stiegler
- Jürgen Stoppok
- Carsten Sträßer
- Karl-Heinz Strauch
- Steffen Süssner

## T
- Ifet Taljevic
- Eberhard Taubert
- Zvetomir Tchipev
- Sven Teichmann
- Bernd Teigky
- Alexander Tetzner
- Jürgen Thomaschewski
- Sascha Thönelt
- Borislav Tomoski
- Ojokojo Torunarigha
- René Trehkopf
- Danny Troschke
- Philip Türpitz
- Simon Tüting

## U
- Frank Uhlig
- Mirko Ullmann
- Philipp Unversucht

## V
- Sixten Veit
- Yuriy Vernydub
- Aleksandar Vesovic
- Kevin Vietz
- Eberhard Vogel
- Steffen Vogel
- Kurt Voigtmann
- Dirk Vollmar
- Vit Vrtělka

## W
- Toni Wachsmuth
- Tino Wächtler
- David Wagner
- Jens Wahl
- Ingo Walther
- Albert Weber
- Jörg Weber
- Manfred Weikert
- Jörg Weißflog
- Silvio Wemmer
- Rico Werner
- Frank Wiedensee
- Lutz Wienhold
- Marcel Wilke
- Eberhard Winkler
- Fabian Wohlgemuth
- Hans-Heinrich Wolf
- Marco Wölfel
- Günter Wunderlich
- Wolfgang Wüste

## Z
- Rudolf Zedi
- Karl-Heinz Zeidler
- Markus Ziereis
- Steffen Ziffert
- Tomislav Zivic
- Gotthard Zölfl
- Steven Zweigler